# Wolfgang Görtschacher
Wolfgang Görtschacher (* 1960 in Linz) ist ein österreichischer Literaturwissenschaftler, Herausgeber und Übersetzer. Er arbeitet an der Universität Salzburg am Fachbereich Anglistik und Amerikanistik als Assistenzprofessor.

## Ausbildung
Wolfgang Görtschacher studierte Anglistik und Amerikanistik sowie Germanistik an der Universität Salzburg. Er promovierte mit einer Abhandlung über die „Little Magazines“ in Großbritannien von 1939 bis 1993. Die Doktorarbeit wurde 1993 unter dem Titel Little Magazine Profiles: The Little Magazines in Great Britain 1939–1993 publiziert.

## Arbeit
Wolfgang Görtschacher arbeitet als Senior Assistant Professor am Fachbereich Anglistik und Amerikanistik der Universität Salzburg. Seine Schwerpunkte sind Literaturwissenschaft und Translationswissenschaft.
Er ist seit 2006 Präsident der AAUTE (Austrian Association of University Teachers of English / Österreichische Gesellschaft der Universitätslehrerinnen und Universitätslehrer für Anglistik und Amerikanistik). Außerdem vertritt er die Belange österreichischer Anglisten und Amerikanisten bei der Dachorganisation ESSE (The European Society for the Study of English).
Zusammen mit Wolfgang Pöckl ist er der Herausgeber des wissenschaftlichen Magazins Moderne Sprachen.
Er betreibt den Verlag Poetry Salzburg, wo neben dem halbjährlich erscheinenden Lyrikmagazin Poetry Salzburg Review (zuvor The Poet’s Voice) auch zahlreiche Lyrikbände von einzelnen internationalen Autoren erscheinen. Unter anderem publizierte der Verlag Bücher von Robert von Dassanowsky, Raymond Federman, James Kirkup, Robert Rehder und Emily Oldfield.

## Publikationen (Auswahl)
Als Autor:
- Little Magazine Profiles: The Little Magazines in Great Britain 1939–1993. Inst. für Anglistik u. Amerikanistik der Univ. Salzburg, Salzburg 1993, ISBN 3-7052-0608-7.
- Contemporary Views on the Little Magazine Scene. Poetry Salburg, Salzburg 2000, ISBN 3-901993-06-1.

Als (Mit-)Herausgeber:
- Salute to Outposts on its Fiftieth Anniversary. Edwin Mellen Press, Lewiston 1994, ISBN 3-7052-0404-1 (mit James Hogg und Roland John).
- Narrative Strategies in Early English Fiction. Edwin Mellen Press, Lewiston 1995, ISBN 0-7734-4214-6 (mit Holger Klein).
- Summoning the Sea: an Anthology of Contemporary Poetry and Prose; a Literary Festschrift for James Hogg. Universität Salzburg, Salzburg 1996, ISBN 3-7052-0050-X.
- Modern War on Stage and Screen = Der moderne Krieg auf der Bühne.  Edwin Mellen Press, Lewiston [u. a.] 1997, ISBN 0-7734-4205-7 (mit Holger Klein).
- Text and Context: Essays in English and American Studies in Honour of Holger M. Klein. Schäuble, Rheinfelden 1998, ISBN 3-87718-024-8 (mit Sabine Coelsch-Foisner).
- Dryden and the World of Neoclassicism. Stauffenburg-Verlag, Tübingen 2001, ISBN 3-86057-317-9 (mit Holger Klein).
- Austria and Austrians: Images in World Literature. Stauffenburg-Verlag, Tübingen 2002, ISBN 3-86057-318-7 (mit Holger Klein).
- So also ist das = So That’s What It’s Like: Eine zweisprachige Anthologie britischer Gegenwartslyrik. Haymon, Innsbruck 2002, ISBN 3-85218-397-9 (mit Ludwig Laher).
- Raw Amber: An Anthology of Contemporary Lithuanian Poetry. Poetry Salzburg, Salzburg 2002, ISBN 3-901993-12-6 (mit Laima Sruoginis).
- Tale, Novella, Short Story: Currents in Short Fiction. Stauffenburg-Verlag, Tübingen 2004, ISBN 3-86057-320-9 (mit Holger Klein).
- The Romantic Imagination: A William Oxley Casebook. Poetry Salzburg, Salzburg 2005, ISBN 3-901993-20-7.
- The Author as Reader: Textual Visions and Revisions. Lang, Frankfurt [u. a.] 2005, ISBN 3-631-53188-5 (mit Sabine Coelsch-Foisner).
- Fiction and Literary Prizes in Great Britain. Praesens-Verlag, Wien 2006, ISBN 3-7069-0395-4 (mit Holger Klein).
- Ovid’s ‘Metamorphoses’ in English Poetry. Winter, Heidelberg 2009, ISBN 978-3-8253-5520-3 (mit Sabine Coelsch-Foisner).
- Mozart in Anglophone Cultures. Lang, Frankfurt [u. a.] 2009, ISBN 978-3-631-56256-7 (mit Sabine Coelsch-Foisner und Dorothea Flothow).
- Sound Is/As Sense: Essays on Modern British and Irish Poetry. Wydawnictwo Uniwersytetu Gdańskiego, Danzig 2016, ISBN 978-8-378-65443-8 (mit David Malcolm).
- A Companion to Contemporary British and Irish Poetry, 1960–2015. Wiley-Blackwell, Hoboken (New Jersey) 2021, ISBN 978-1-118-84320-8 (mit David Malcolm).